# Myadestes occidentalis
Myadestes occidentalis е вид птица от семейство Turdidae.

## Разпространение
Видът е разпространен в Белиз, Гватемала, Мексико и Салвадор.